# MiSaMo
MiSaMo (koreanisch 미사모 Misamo, Eigenschreibweise in Versalien) ist eine Subgruppe der südkoreanischen Idol-Gruppe Twice, bestehend aus den japanischen Mitgliedern jener Gruppe, die seit 2023 aktiv ist und bei JYP Entertainment bzw. Warner Music Japan unter Vertrag steht.
Das Debüt-Minialbum Masterpiece erreichte auf Anhieb Platz eins in den japanischen Musikcharts von Oricon.

## Name
Der Name der Subgruppe ist ein Kofferwort, bestehend aus den Vornamen der drei Mitglieder Mina, Sana und Momo. Vor der Gründung der Sub-Unit verwendeten die drei Musikerinnen den Begriff um sich selbst innerhalb der Hauptgruppe Twice zu definieren.

## Geschichte
- → Hauptartikel: Twice

Momo Hirai und Sana Minatozaki sollten bereits im Jahr 2012 gemeinsam Teil einer vierköpfigen Idol-Gruppe werden, allerdings verwarf das Management JYP Entertainment die Planungen aufgrund der Verschlechterung der politischen Beziehung zwischen Japan und Südkorea im Zuge des Liancourt-Rock-Streits. Im Jahr 2015 nahmen die Mitglieder von MiSaMo an der Castingshow Sixteen teil, in welcher die Mitglieder für die Idol-Gruppe Twice ermittelt wurden.
Im Februar des Jahres 2023 wurde bekannt gegeben, dass mit MiSaMo die erste Subgruppe im Juli gleichen Jahres ihre Aktivität aufnehmen werde. Es wurde angekündigt, dass man die Veröffentlichung einer Extended Play mit sieben Liedern, unter anderem mit dem Lied Bouquet, welches für das Fernsehdrama Liaison: Children's Heart Clinic des japanischen Senders TV Asahi produziert wurde, ins Auge fasst. Diese erschien schließlich am 26. Juli unter dem Namen Masterpiece. Die EP erreichte auf Anhieb Platz eins der japanischen Albumcharts von Oricon. Es verkaufte alleine innerhalb der ersten Woche nach Veröffentlichung rund 155.000 Tonträger und wurde zwischenzeitlich von der Recording Industry Association of Japan mit Platin ausgezeichnet.
Zwischen dem 22. und 27. Juli 2023 gab die Gruppe ihre ersten fünf Konzerte in Japan, wobei die Konzerte in Osaka und Yokohama gespielt wurden. Die fünf Konzerte waren allesamt ausverkauft. Bei insgesamt 600.000 Anfragen wurden 40.000 Konzertkarten verkauft.
Im November wurde angekündigt, dass das Trio erstmals auf dem Kōhaku Uta Gassen spielen werde. Dort trat die Gruppe im roten Team mit ihrem Lied Do Not Touch an und teilte sich die Bühne mit Yoasobi, die eine Spezialperformance ihres Hits Idol mit anderen Idols, Sängern, einer Tanz- und Breakdance-Gruppe präsentierten.
Am 20. Dezember 2023 erschien das Live-Album MiSaMo Japan Showcase „Masterpiece“ auf DVD und Blu-ray-Disc. Für den 6. November 2024 wurde die Veröffentlichung der zweiten EP, die Haute Couture heißt, angekündigt. Zudem wurde bekannt, dass die Girlgroup zwischen dem 2. und 17. November gleichen Jahres vier Dome-Konzerte spielen, je zwei im Seibu Dome bzw. im Kyocera Dome.

## Diskografie

### EPs
| Jahr | Titel Musiklabel                                    | Höchstplatzierung, Gesamtwochen, AuszeichnungChartsChartplatzierungen (Jahr, Titel, Musiklabel, Platzierungen, Wochen, Auszeichnungen, Anmerkungen) | Anmerkungen                                                |
| Jahr | Titel Musiklabel                                    | JP | Anmerkungen                                                |
| ---- | --------------------------------------------------- | --- | ---------------------------------------------------------- |
| 2023 | Masterpiece JYP Entertainment, Warner Music Japan   | JP1 Platin · (28 Wo.)JP | Erstveröffentlichung: 26. Juli 2023 Verkäufe: + 250.000    |
| 2024 | Haute Couture JYP Entertainment, Warner Music Japan | JP2 Platin · (18 Wo.)JP | Erstveröffentlichung: 6. November 2024 Verkäufe: + 250.000 |

### Singles
| Jahr | Titel Album              | Höchstplatzierung, Gesamtwochen, AuszeichnungChartsChartplatzierungen (Jahr, Titel, Album, Platzierungen, Wochen, Auszeichnungen, Anmerkungen) | Anmerkungen                           |
| Jahr | Titel Album              | JP | Anmerkungen                           |
| ---- | ------------------------ | --- | ------------------------------------- |
| 2023 | Bouquet Masterpiece      | JP– aJP | Erstveröffentlichung: 25. Januar 2023 |
| 2023 | Marshmallow Masterpiece  | — | Erstveröffentlichung: 16. Juni 2023   |
| 2023 | Do Not Touch Masterpiece | JP– bJP | Erstveröffentlichung: 14. Juli 2023   |
| 2024 | New Look Haute Couture   | JP— Gold (Streaming)JP | Erstveröffentlichung: 9. Oktober 2024 |

### Videoalben
| Jahr | Titel Musiklabel                                                          | Höchstplatzierung, Gesamtwochen, AuszeichnungChartsChartplatzierungen (Jahr, Titel, Musiklabel, Platzierungen, Wochen, Auszeichnungen, Anmerkungen) | Anmerkungen                                                   |
| Jahr | Titel Musiklabel                                                          | JP | Anmerkungen                                                   |
| ---- | ------------------------------------------------------------------------- | --- | ------------------------------------------------------------- |
| 2023 | MISAMO Japan Showcase „Masterpiece“ JYP Entertainment, Warner Music Japan | JP4 (31 Wo.)JP | Erstveröffentlichung: 20. Dezember 2023 Blu-ray-Charts JP: #6 |